# Harleston (Suffolk)
Harleston is een civil parish in het bestuurlijke gebied Mid Suffolk, in het Engelse graafschap Suffolk.